# 米山文子
米山 文子（よねやま ふみこ、1902年4月25日 – 1998年1月2日）は、日本の政治家、衆議院議員（1期）。

## 来歴
東京市麹町区出身。1922年、東京府女子師範学校(現・東京学芸大学)卒。東京市内の小学校の教諭を務め、のち、米山八弥と結婚する。東京都内の国民学校に勤務中の1944年に山形県の赤湯温泉に疎開、家族もそこに疎開した。翌1945年に敗戦直前に退職、夫が結成した政治団体「中道会」に参加し、婦人部長となった。翌1946年の第22回衆議院議員総選挙に山形県から立候補して当選。次の年の第23回衆議院議員総選挙では山形1区から民主党で立候補したが落選した。1998年死去。